# Riatina pustulata
Riatina pustulata är en insektsart som beskrevs av Baehr 1989. Riatina pustulata ingår i släktet Riatina och familjen syrsor. Inga underarter finns listade i Catalogue of Life.